# آلبرت باغومیان
آلبرت باغومیان بازیکن فوتبال بازنشسته در پست ارمنی‌تبار اهل ایران است که در جام تخت جمشید بازی کرد.

## باشگاهی
از باشگاه‌هایی که در توپ زده‌است می‌توان آرارات تهران، هما و سرباز را اشاره کرد.